# Cyprus Cup 2008
La Cyprus Cup 2008 è stata la prima edizione della Cyprus Cup, torneo a inviti rivolto a rappresentative Nazionali di calcio femminile che si svolge a Cipro con cadenza annuale. Ebbe luogo dal 5 al 12 marzo 2008.
Il Canada fu la prima nazionale a conquistare il torneo, battendo in finale per 3-2 gli Stati Uniti under 20, unica nazione a disputare il torneo con una squadra giovanile, mentre miglior marcatrice fu la canadese Christine Sinclair, con 5 reti realizzate.

## Formato
Le 6 squadre invitate, divise in due gruppi, si sono sfidate in un girone all'italiana. Dopo gli scontri diretti nel girone, vennero disputate tre finali per i posizionamenti.
Sono assegnati tre punti per la vittoria, uno per il pareggio e zero per la sconfitta. In caso di parità di punti, sono considerati gli scontri diretti, la differenza reti e i gol fatti.

## Squadre
- Canada
- Giappone
- Paesi Bassi

- Russia
- Scozia
- Stati Uniti under 20

## Fase a gironi

### Gruppo A
| Squadra              | Pt | G | V | N | P | GF | GS | DR |
| -------------------- | -- | - | - | - | - | -- | -- | -- |
| Stati Uniti under 20 | 6  | 2 | 2 | 0 | 0 | 4  | 1  | +3 |
| Paesi Bassi          | 3  | 2 | 1 | 0 | 1 | 1  | 2  | -1 |
| Scozia               | 0  | 2 | 0 | 0 | 2 | 1  | 3  | -2 |

| Larnaca 5 marzo 2008                                               | Stati Uniti | 2 – 1     | Scozia | Gymnastic Club Zenon Stadium |
| \| \| \| \| \| Enyeart 27’ O'Hara 32’ \| Marcatori \| 87’ Grant \| |             |           |        |                              |
|                                                                    |             |           |        |                              |
| Enyeart 27’ O'Hara 32’                                             | Marcatori   | 87’ Grant |        |                              |

| Paralimni 7 marzo 2008                        | Scozia    | 0 – 1       | Paesi Bassi | Paralimni Stadium |
| \| \| \| \| \| \| Marcatori \| 49’ Stevens \| |           |             |             |                   |
|                                               |           |             |             |                   |
|                                               | Marcatori | 49’ Stevens |             |                   |

| Larnaca 10 marzo 2008                                      | Paesi Bassi | 0 – 2                    | Stati Uniti | Gymnastic Club Zenon Stadium |
| \| \| \| \| \| \| Marcatori \| 32’ O'Hara 90+1’ Enyeart \| |             |                          |             |                              |
|                                                            |             |                          |             |                              |
|                                                            | Marcatori   | 32’ O'Hara 90+1’ Enyeart |             |                              |

### Gruppo B
| Squadra  | Pt | G | V | N | P | GF | GS | DR |
| -------- | -- | - | - | - | - | -- | -- | -- |
| Canada   | 6  | 2 | 2 | 0 | 0 | 5  | 1  | +4 |
| Giappone | 3  | 2 | 1 | 0 | 1 | 3  | 4  | -1 |
| Russia   | 0  | 2 | 0 | 0 | 2 | 2  | 5  | -3 |

| Paralimni 5 marzo 2008                                                 | Canada    | 2 – 1          | Russia | Paralimni Stadium |
| \| \| \| \| \| Armstrong 8’ Lang 50’ \| Marcatori \| 18’ Barbashina \| |           |                |        |                   |
|                                                                        |           |                |        |                   |
| Armstrong 8’ Lang 50’                                                  | Marcatori | 18’ Barbashina |        |                   |

| Larnaca 7 marzo 2008                                          | Giappone  | 0 – 3                       | Canada | Gymnastic Club Zenon Stadium |
| \| \| \| \| \| \| Marcatori \| 22’ (rig.) 42’ 80’ Sinclair \| |           |                             |        |                              |
|                                                               |           |                             |        |                              |
|                                                               | Marcatori | 22’ (rig.) 42’ 80’ Sinclair |        |                              |

| Achna 10 marzo 2008                                                              | Russia    | 1 – 3                            | Giappone | Dasaki Stadium |
| \| \| \| \| \| Truntaeva 37’ \| Marcatori \| 28’ Sakaguchi 51’ Ōno 57’ Utsugi \| |           |                                  |          |                |
|                                                                                  |           |                                  |          |                |
| Truntaeva 37’                                                                    | Marcatori | 28’ Sakaguchi 51’ Ōno 57’ Utsugi |          |                |

### Partite amichevoli
| Larnaca 5 marzo 2008                                                                       | Giappone  | 3 – 1       | Paesi Bassi | Alpha Sports Center |
| \| \| \| \| \| Nagasato 35’ (rig.) Sato 69’ Goto 70’ (rig.) \| Marcatori \| 56’ Stevens \| |           |             |             |                     |
|                                                                                            |           |             |             |                     |
| Nagasato 35’ (rig.) Sato 69’ Goto 70’ (rig.)                                               | Marcatori | 56’ Stevens |             |                     |

| Larnaca 7 marzo 2008                                        | Russia    | 2 – 0 | Stati Uniti | Alpha Sports Center |
| \| \| \| \| \| Mokshanova 46’ Rogova 69’ \| Marcatori \| \| |           |       |             |                     |
|                                                             |           |       |             |                     |
| Mokshanova 46’ Rogova 69’                                   | Marcatori |       |             |                     |

| Larnaca 10 marzo 2008                                 | Scozia    | 2 – 0 | Canada | Alpha Sports Center |
| \| \| \| \| \| Love 67’ Hamill 80’ \| Marcatori \| \| |           |       |        |                     |
|                                                       |           |       |        |                     |
| Love 67’ Hamill 80’                                   | Marcatori |       |        |                     |

## Finale quinto posto
| Nicosia 12 marzo 2008                                                                   | Russia    | 3 – 2                  | Scozia | Stadio Neo GSP |
| \| \| \| \| \| Morozova 13’ 57’ Truntaeva 85’ \| Marcatori \| 21’ Little 87’ Thomson \| |           |                        |        |                |
|                                                                                         |           |                        |        |                |
| Morozova 13’ 57’ Truntaeva 85’                                                          | Marcatori | 21’ Little 87’ Thomson |        |                |

## Finale terzo posto
| Nicosia 12 marzo 2008                                                  | Paesi Bassi | 1 – 2                   | Giappone | Stadio Neo GSP |
| \| \| \| \| \| van Eyck 18’ \| Marcatori \| 23’ Nagasato 90’ Utsugi \| |             |                         |          |                |
|                                                                        |             |                         |          |                |
| van Eyck 18’                                                           | Marcatori   | 23’ Nagasato 90’ Utsugi |          |                |

## Finale
| Nicosia 12 marzo 2008                                                             | Canada    | 3 – 2 referto      | Stati Uniti | Stadio Neo GSP |
| \| \| \| \| \| Sinclair 10’ 37’ Filigno 22’ \| Marcatori \| 75’ 86’ Steinbruch \| |           |                    |             |                |
|                                                                                   |           |                    |             |                |
| Sinclair 10’ 37’ Filigno 22’                                                      | Marcatori | 75’ 86’ Steinbruch |             |                |

## Classifica finale
| Posizione | Squadra              |
| --------- | -------------------- |
| 1         | Canada               |
| 2         | Stati Uniti under 20 |
| 3         | Giappone             |
| 4         | Paesi Bassi          |
| 5         | Russia               |
| 6         | Scozia               |